# Era Club of New Orleans
Era Club of New Orleans var en organisation för kvinnors rösträtt och rättigheter i delstaten Louisiana i USA. 
Föreningens ursprung var Portia Club, den första kvinnoorganisationen i Louisiana, som grundades av Caroline E. Merrick som lokalavdelning till 
National Woman Suffrage Association (NAWSA). Portia Club smälte sedan samman med en annan klubb och bildade Era Club år 1896. 
Era Club diskuterade frågor i kvinnors rättigheter på delstatsnivå. Det var den enda organisationen i Louisiana som arbetade för kvinnlig rösträtt. Frågan om kvinnlig rösträtt och frigörelse var ännu mer känslig i Sydstaterna än i Nordstaterna, då den kolliderade med uppfattningen om att kvinnor redan levde ett privilegierat liv i den ridderlighetskultur man ansåg sig leva efter i Södern, och för att kvinnorörelsen associerades med Norden och med abolitionismen. Era Club var diskret och ägnade sig bland annat mycket åt välgörenhet vid sidan av kvinnofrågor. 
År 1913 sprack Era Club och splittrades i Southern States Woman Suffrage Conference (SSWSC) och Woman Suffrage Party of Louisiana. Dessa två klubbar upplöstes sedan båda några år senare. 